# Włodzimierz Krakowski
Włodzimierz Antoni Krakowski (ur. 16 maja 1954 w Łódź, zm. 24 lipca 2014 tamże) – polski architekt oraz wykładowca akademicki.

## Życiorys
W 1981 ukończył studia na Wydziale Budownictwa, Architektury i Inżynierii Środowiska Politechniki Łódzkiej. Od 1983 członek Stowarzyszenia Architektów Polskich, a także członek Łódzkiej Okręgowej Izby Architektów Rzeczypospolitej Polskiej. W późniejszych latach pracował jako Starszy Wykładowca w Zespole Architektury Mieszkaniowej i Usługowej Instytutu Architektury i Urbanistyki Politechniki Łódzkiej.
Wieloletni wiceprezes Zarządu Okręgu Łódź SARP, jak i delegat na ogólnopolskie znajdy SARP. Członek oddziałowej komisji do spraw wyboru projektów dyplomowych wykonanych w Instytucie Architektury i Urbanistyki Politechniki Łódzkiej, kandydujących do Nagrody SARP im. Zbyszka Zawistowskiego.
Był właścicielem pracowni WAK Studio Projektowe w Łodzi.

## Odznaczenia
Odznaczony m.in.: Brążowa Odznaka SARP, Srebrna Odznaka SARP, Złota Odznaka SARP.

## Śmierć
1 sierpnia 2014 został pochowany na cmentarzu katolickim przy ul. Ogrodowej w Łodzi przy ul. Ogrodowej w Łodzi.